# João Bley Filho
João Bley Filho (Rio Negro, 5 de agosto de 1868 – 19 de janeiro de 1931) foi um engenheiro civil e político brasileiro.
João Bley foi pai de João Punaro Bley, ex-governador do Espírito Santo e irmão do político Nicolau Bley Neto.

## Biografia
João nasceu em Rio Negro, cidade do interior da província do Paraná e seus pais foram João Bley e d. Maria Grein. Formado em engenharia civil, dedicou-se, profissionalmente, no desenvolvimento do transporte ferroviário, tendo trabalhado na Estrada de Ferro Central do Brasil, Rede de Viação Férrea da Bahia, Estrada de Ferro Paraná-Santa Catarina, foi engenheiro chefe e engenheiro fiscal das Linhas Estratégicas do Rio Grande do Sul, engenheiro chefe da Comissão Central de Estudos e Construções das Estradas de Ferro, entre outras atuações.
Foi eleito deputado estadual para a Assembléia Legislativa do Paraná no biênio 1900 / 1901.

### Falecimento e homenagem
João Bley Filho faleceu no dia 19 de janeiro de 1931.
A Rua Eng. João Bley Filho, localizada no bairro curitibano do Pinheirinho, é uma clara homenagem à memória do engenheiro paranaense.